# Torn. Fu.
Torn. Fu. или TFuG (от нем. Tornister — ранец и нем. Funkgerät — радиостанция) — принятое в германском Вермахте в период Второй мировой войны обозначение полевых радиостанций, приспособленных для переноски за плечами. При этом некоторые ранцевые рации назывались иначе, например Feldfu (нем. Feldfunksprecher — полевой радиотелефон) или KlFuSpr (нем. Kleinfunksprecher — малогабаритный радиотелефон).

## Список образцов

### Torn. Fu. a
Жаргонное название — «Антон». Выпускалась фирмой C. Lorenz AG с 1933 по 1939 г. Диапазон 3…6,6 МГц, выходная мощность — 2 Вт.

### Torn. Fu. b1
Разработка Lorenz. Жаргонное название — «Берта». На вооружении с 1936 г. Диапазон частот передатчика — 3…5 МГц, приёмника — 3…7.67 МГц. Приёмник и передатчик — раздельные, с независимой настройкой, собраны в общем кожухе. Передатчик может сохранять две предустановленные частоты. Выходная мощность передатчика — около 0,7 Вт. Приёмник — шестиламповый супергетеродин с промежуточной частотой 2 МГц. Чувствительность приёмника — 100 мкВ при выходном напряжении 1 мВ. Род работы — телеграф (амплитудная манипуляция) и телефон (амплитудная модуляция). Дальность действия — до 20 км телеграфом, до 10 — телефоном. Антенны — разборная штыревая и 15-метровый луч. Питание — два элемента по 2,4 В для питания накала ламп и две 90-вольтовые анодные батареи. Комплект состоит из двух упаковок — приёмопередатчика и ящика с питанием и принадлежностями. Габариты каждой упаковки 470×362×215 мм, масса — по 20 кг. Комплект переносится двумя людьми. Базовая модель для модификаций c, f, k.
Во время Второй мировой войны Torn. Fu. b1 и Torn. Fu. f были самыми распространёнными радиостанциями пехотных полков и артиллерийских дивизионов вермахта. По характеристикам, области применения и распространённости их аналогами в СССР были станции РБ (3-Р), РБМ, 13-Р.

### Torn. Fu. c
От Torn. Fu. b1 отличается только диапазоном частот: приёмника — 1,5…2,6 МГц, передатчика — 1,5…2,3 МГц.

### Torn. Fu. d2
УКВ радиостанция фирмы Telefunken, выпуск с 1937 г. до конца войны. Жаргонное наименование — «Дора». Область применения — связь штаба полка с батальонами и батальона с ротами. Диапазон частот 33,8…38 МГц. Виды работы — телеграф (амплитудная манипуляция) и телефон (амплитудная модуляция). Выходная мощность 0,15 Вт. Габариты приёмопередатчика 338×390×190 мм, масса 16,8 кг. Питание от аккумулятора 2В38 и двух батарей 90 В. Батареи и принадлежности размещались в отдельном ящике, по размерам равном самой радиостанции, и массой в снаряжённом виде 18,5 кг. Переносится двумя людьми, при этом может работать в движении. С 1941 г. для связи батальона с ротами вместо Torn. Fu. d2 стала применяться станция Feldfu. b., работающая на частотах выше 120 МГц.

### Torn. Fu. f
От Torn. Fu. b1 отличается только диапазоном частот: приёмника — 3…6,67 МГц, передатчика — 4,5…6,67 МГц. Применялась в артиллерийских дивизионах.

### Torn. Fu. g
Носимая КВ радиостанция, использовалась в мотопехоте (панцергренадеры), в том числе для связи на поле боя с командирскими танками и бронетранспортёрами. Разработка Lorenz, 1942 г. Диапазон частот — 2,5…3,5 МГц, мощность 0,5 Вт телефоном (АМ). Антенны — штырь высотой 1,5 м или 1,2 м с ёмкостной нагрузкой («зонтик») на вершине. Габариты 380×170×320 мм, масса 13,8 кг.

### Torn. Fu. h
Телефонная УКВ радиостанция на 10 лампах, 1941 г. Жаргонное название «Генрих» (Heinrich). Диапазон частот — 23…24,95 МГц. Выходная мощность — 0,06 Вт. Антенна — разборная штыревая, из пяти секций. Дальность действия — до 2,5 км. Питается от двух аккумуляторов по 2,4 В. Габариты 360×350×205 мм, масса 14,5 кг. Может работать в движении.

### Torn. Fu. i (TFuG.i)
Разработка фирмы Lorenz 1943 года, на вооружении с 1944, жаргонное название «Ида». Телеграфно-телефонная радиостанция, предназначенная для замены серии Torn.Fu.b1/f/k, гораздо более компактная и мощная. Для повышения экономичности в телефонном режиме передатчик имеет автоматически регулируемый уровень несущей в зависимости от уровня модуляции (система HAPUG). Диапазон частот — 1.8…3.0 МГц. Мощность передатчика — 3 Вт. Приёмник — супергетеродин на 9 лампах. Питание от двух аккумуляторов или ручного генератора (солдат-мотора).

### Torn. Fu. k (TFuG.k)
Модификация Torn. Fu. f. На вооружении с 1943 г., жаргонное название «Кауфман». В отличие от предшествующих моделей питается от двух накальных батарей через вибропреобразователь. Остальные характеристики и внешний вид не изменились.

### Torn. Fu. t
Носимая КВ станция разработки Lorenz для панцергренадеров, развитие идеи Torn. Fu. g. Диапазон 2,5…3,5 МГц, мощность 1 Вт телеграфом и 0,5 Вт телефоном (по другим данным — 1,5 Вт). Собрана по трансиверной схеме — две из семи ламп работают и при приёме, и при передаче. Габариты 390×337×180 мм, масса 18 кг. Выпуск начат в самом конце войны.